# Манджгаладзе Гіулі Шотайович
Гіулі Шотайович Манджгаладзе (груз. გიული მანჯგალაძე; нар. 9 вересня 1992) — український футболіст грузинського походження, півзахисник азербайджанського клубу «Кяпаз».

## Життєпис

### Україна
Вихованець луганського футболу. В складі луганської «Зорі» в 2009 році виступав у ДЮФЛУ. Наступного року був переведений до першої команди, в якій відіграв 4 сезони. Через високу конкуренцію в основному складі виступав за дубль луганчан, за який відіграв 92 матчі та відзначився 18-а голами. У липні 2014 року підписав контракт з ФК «Полтава», який виступав у Першій лізі чемпіонату України. Дебютував за полтавський клуб 26 липня 2014 року в програному (0:1) домашньому поєдинку 1-о туру Першої ліги проти комсомольського «Гірник-спорту». Гіулі вийшов на поле на 81-й хвилині, замінивши Антона Шевчука. У футболці «городян» влітку 2014 року загалом провів 2 поєдинки в Першій лізі. Проте вже в вересні того ж року залишив розташування полтавців.

### Грузія
У 2015 році виїхав до Грузії, де підписав контракт з «Чихурою», яка виступала в Лізі Еровнулі. Дебютував за нову команду 22 лютого 2015 року в переможному (2:0) домашньому поєдинку 16-о туру Ліги Еровнулі проти «Сіоні». Манджгаладзе вийшов на поле в стартовому складі, на 31-й хвилині відзначився голом, а на 90+3-й хвилині його замінив Кахабер Какашвілі. У футболці «Чихури» зіграв 8 матчів (1 гол) у чемпіонаті Грузії та 3 поєдинки в кубку Грузії.
Напередодні початку сезону 2015/16 років перейшов у «Сіоні». Дебютував за команду з Болнісі 22 серпня 2015 року в переможному (1:0) виїзному поєдинку 2-о туру чемпіонату Грузії проти «Колхеті» (Поті). Гіулі вийшов на поле в стартовому складі та відіграв увесь матч. Дебютним голом за «Сіоні» відзначився 8 листопада 2015 року на 50-й хвилині переможного (6:2) домашнього поєдинку 11-о туру Ліги Еровнулі проти кутаїського «Торпедо». Манджгаладзе вийшов у стартовому складі та відіграв увесь матч, а на 68-й хвилині отримав жовту картку. У футболці клубу з Болнісі в чемпіонаті Грузії зіграв 25 матчів (2 голи), ще 7 матчів (1 гол) провів у кубку Грузії.
У 2016 році підсилив «Самтредію». Дебютував у футболці нового клубу 7 серпня 2016 року в нічийному (1:1) виїзному поєдинку 1-о туру чемпіонату Грузії проти батумського «Динамо». Манджгаладзе вийшов на поле в стартовому складі, а на 70-й хвилині його замінив Бачана Арабулі. Дебютним голом у складі «городян» відзначився 17 вересня 2016 року на 86-й хвилині переможного (2:1) виїзного поєдинку 6-о туру 6-о туру Ліги Еровнулі проти «Діли» (Горі). Гіулі вийшов на поле в стартовому складі та відіграв увесь матч. У складі «Самтредії» в грузинському чемпіонаті зіграв 39 матчів (6 голів), ще 3 поєдинки провів у кубку Гузії. У складі городян зіграв 2 поєдинки в кваліфікації Ліги чемпіонів.

### Азербайджан
У 2018 році виїхав до Азербайджану, де підписав контракт з «Кяпазом». Дебютував за нову команду 11 лютого 2018 року в програному (0:1) виїзному поєдинку 15-о туру Прем'єр-ліги проти бакинського «Нефтчі». Манджгаладзе вийшов на поле в стартовому складі та відіграв увесь матч.

## Титули і досягнення
- Чемпіон Грузії (2):

«Самтредіа»: 2016
«Динамо» (Батумі): 2021
- Володар Суперкубка Грузії (2):

«Самтредіа»: 2017
Торпедо (Кутаїсі): 2024
- Володар Кубка Грузії (1):

«Торпедо» (Кутаїсі): 2022